# Hinteres Sonnwendjoch
L'Hinteres Sonnwendjoch (1.986 m s.l.m.) è la montagna più alta delle Alpi del Mangfall nelle Alpi Bavaresi. Si trova nel Tirolo austriaco.